# Костадин Старев
Костадин Димитров Старев (Клим) е участник в комунистическото съпротивително движение по време на Втората световна война. Български партизанин.

## Биография
Костадин Старев е роден на 30 декември 1919 г. в с. Мало Конаре, Пазарджишко. Като ученик е активен член на РМС. Участва в комунистическото съпротивително движение през Втората световна война. Секретар на РМС в родното си село. Излиза в нелегалност и е партизанин. Организатор и командир на Партизанска чета „Кочо Чистеменски“ (1942). Приет е за член на БРП (к). На 15 февруари 1944 г. четите „Кочо Честименски“ и „Стефан Караджа“ са блокирани от армейски подразделения на връх Еледжик. В осемчасов бой загиват 22 партизани, сред които е и Костадин Старев.